# Condon Hills
Condon Hills är en kulle i Antarktis. Den ligger i Östantarktis. Australien gör anspråk på området. Toppen på Condon Hills är 840 meter över havet.
Terrängen runt Condon Hills är platt västerut, men österut är den kuperad. Condon Hills är den högsta punkten i trakten. Trakten är obefolkad. Det finns inga samhällen i närheten.